# Ichthyococcus
Ichthyococcus è un genere di pesci ossei abissali appartenenti alla famiglia Phosichthyidae.

## Distribuzione e habitat
Questo genere è cosmopolita eccettuate le regioni polari. Nel mar Mediterraneo è presente I. ovatus. Sono pesci batipelagici.

## Specie
- Ichthyococcus australis
- Ichthyococcus elongatus
- Ichthyococcus intermedius
- Ichthyococcus irregularis
- Ichthyococcus ovatus
- Ichthyococcus parini
- Ichthyococcus polli[1]